# خاطرات خانه اموات
خاطرات خانه مردگان (به روسی: Записки из Мёртвого дома) رمانی نیمه اتوبیوگرافیک است که توسط داستایفسکی، نویسندهٔ اهل روسیه نوشته شده‌است. این کتاب یکی از آثار مشهور ادبی جهان است.
این کتاب در سال ۱۳۹۱ توسط انتشارات مجید با ترجمه پرویز شهدی
و در سال ۱۳۹۴ با عنوان یاداشت‌هایی از خانه مردگان از زبان روسی با ترجمه سعیده رامز توسط نشر نو منتشر شده‌است.
از دیگر ترجمه‌های این اثر به فارسی می توان به ترجمهٔ محمدجعفر محجوب اشاره کرد. این ترجمه نخستین‌بار در سال ۱۳۴۱ و توسط سازمان انتشارات جیبی منتشر شد و به تازگی چاپ ششم آن توسط نشر آمون عرضه شده است.
خاطرات خانه‌ی اموات، روایت مردی است که به تمام معنا بورژواست؛ نه تمنای دگرگونی جهان را دارد آنچنان‌که در راسکولنیکوف(یکی از شخصیت های رمان جنایات و مکافات) به دنبال آن بود و نه صفای درونی پرنس میشکین(یکی از شخصیت های رمان ابله) را. او به تمام معنا دل نگران خودش است و از دیگران می‌ترسد نه آنچنان‌که مرد زیر زمینی از آنان متنفر بود. این زندگی دوستی و آزادی‌ای که در نهایت از آن دم می‌زند، یا حیوان دوستی مفرط را هم می‌توان به نحو رادیکال، نقدی اساسی بر زندگی جدید قلمداد کرد یا که کاملاً ضد آن، مشروعیت بخشی به چیزی از سخن اصالت زندگی دم زد . شاید بیش از همه بتوان آن را با آلیوشا(یکی از شخصیت های رمان برادران کارامازوف) مقایسه کرد . به هر حال شخصیت الکساندر پترووچ کمتر از آن چیزی بود که بتوان با او احساس هم کرد.